# 1-я особая бригада морской пехоты Балтийского флота
1-я особая бригада морской пехоты — воинское соединение СССР в Великой Отечественной войне.

## История
Сформирована к 15 мая 1940 года в составе Балтийского флота из 1-й отдельной специальной стрелковой бригады (Кронштадт), дислоцировалась в Таллине, Выборге и на островах Финского залива (Лавенсаари и Гогланд), насчитывала в своём составе около 2500 человек (по другим данным штатная численность бригады на 1 января 1941 года — 6500 человек). В составе бригады имелось специальное подразделение боевых пловцов (легководолазов), численностью в 40 человек.
В составе действующей армии во время Великой Отечественной войны с 22 июня 1941 года по 12 ноября 1941 года.
С 22 июня 1941 года начала собираться в полном составе в Таллине.
В первые бои подразделения бригады вступили в связи с прорывом немецких войск в Эстонию 9-15 июля : сводный отряд морской пехоты участвовал в ликвидации прорыва в районах Марьямаа; другой отряд вёл бои севернее Пярну, удерживая позиции до середины августа, так на 5 августа 3-й батальон бригады вёл боевые действия южнее Раплы c 291-й пехотной дивизией, под давлением противника постепенно отходя к Таллину. К моменту начала боёв непосредственно за Таллин, бригада (2-й и 1-й батальоны) стала основным ядром восточного участка обороны Таллина, которым командовал командир бригады. 3-й батальон оборонял шоссе Таллин — Палдиски.
27 августа остатки бригады были эвакуированы из Таллина, и 29 августа бригада прибыла в Кронштадт, насчитывая только 543 человека. Бригаде были переданы два батальона расформированной курсантской бригады с вооружением и специальные подразделения Ленинградского порта.
В начале сентября бригада была направлена в Красное Село, с задачей разгромить войска противника, прорвавшиеся в село. 10 сентября части бригады сосредоточились на северной окраине Красного Села, 11 сентября, во время раздачи боеприпасов, бригада попала под артиллерийский обстрел и авиационный налёт, таким образом готовность бригады не была проверена, задачи личному составу не поставлены. Без подготовки бригада атаковала противника в Красном Селе, перешла в рукопашную и смогла выбить части противника из первой полосы обороны. Вместе с моряками в наступлении участвовал и маршал Ворошилов, который именно в этой атаке получил ранение.
Бригада не смогла удержать завоёванных позиций и отступила к посёлку Володарский, где обороняясь отразила до 10 атак противника, затем к Стрельне и Петергофу.
В боях бригада понесла большие потери и 12 ноября 1941 года в районе западнее Петергофа была расформирована.

## Подчинение
| Дата            | Фронт (округ)   | Армия | Корпус (группа) | Примечания                                                               |
| --------------- | --------------- | ----- | --------------- | ------------------------------------------------------------------------ |
| 22.06.1941 года | Балтийский флот | -     | -               | -                                                                        |
| 01.07.1941 года | Балтийский флот | -     | -               | -                                                                        |
| 10.07.1941 года | Балтийский флот | -     | -               | -                                                                        |
| 01.08.1941 года | Балтийский флот | -     | -               | -                                                                        |
| 01.09.1941 года | Балтийский флот | -     | -               | в течение сентября 1941 года очевидно находилась в подчинении 42-й армии |
| 01.10.1941 года | Балтийский флот | -     | -               | -                                                                        |
| 01.11.1941 года | Балтийский флот | -     | -               | -                                                                        |

## Состав
- 4 отдельных стрелковых батальона
- отдельная танковая рота
- отдельный артиллерийский дивизион
- разведывательная рота
- взвод ПВО
- отдельная рота связи
- сапёрный взвод
- медико-санитарная рота.

## Командиры
- полковник, генерал-майор береговой службы Парафило, Терентий Михайлович